# Бановці-над-Бебравою
Ба́новці-над-Бебра́вою (словац. Bánovce nad Bebravou, нім. Banowitz, угор. Bán) — місто, громада, адмінцентр округу Бановці-над-Бебравою, Тренчинський край, західна Словаччина. Місто розташоване на річці Бебрава. Населення близько 21 тис. осіб.

## Розташування
Місто розташоване в найпівнічнішій частині Дунайських пагорбів біля підніжжя хребта Стражовскі Врхи на злитті річок Радіша і Бебрава. Протікають річки Дубнічка і Єлешниця.

## Історія
Найстаріше поселення тут виникло в часи Бронзової доби. Перша письмова згадка місто під назвою вілла Бен сходить до 1232 року. У 1376 році поселення отримало статус вільного королівського міста. У середньовіччя Бановці стали важливим торговим центром для шевців, теслярів, ковалів, різників, ткачів тощо. У 1633 році османи розграбували місто. Перша початкова школа була відкрита у 17-му столітті. Під час першої Чехословацької республіки, це було аграрне та текстильне міста. Під час Другої світової війни, воно було взято румунськими військами 5 квітня 1945 року. Після Другої світової війни тут розвивається автомобільна, меблева та текстильна промисловості.

## Демографія
| Рік:            | 1994.  | 2004.   | 2014.   | 2024.    |
| --------------- | ------ | ------- | ------- | -------- |
| Кількість осіб: | 20 716 | 20 725  | 18 933  | 16 103   |
| Різниця:        |        | +0,04 % | -8,64 % | -14,94 % |

| Рік:            | 2023.  | 2024.   |
| --------------- | ------ | ------- |
| Кількість осіб: | 16 359 | 16 103  |
| Різниця:        |        | -1,56 % |

За даними перепису 2001 року, місто населяло населення 20,901 осіб. 97 % жителів складали словаки, 1,4 % цигани і 0,7 % чехи. Релігійний склад: 73,9 % католики, 11,5 % людей, які не мають релігійної приналежності, 11,3 % лютерани.